# Manuel Gómez Pereira
Manuel Gómez Pereira, né le 8 décembre 1958 à Madrid est un réalisateur espagnol. 

## Filmographie sélective
- 1993 : ¿Por qué lo llaman amor cuando quieren decir sexo?
- 1994 : Todos los hombres sois iguales
- 1995 : Bouche à bouche (Boca a boca)
- 1996 : L'amour nuit gravement à la santé (El amor perjudica seriamente la salud)
- 1999 : Entre les jambes (Entre las piernas)
- 2001 : Off Key
- 2004 : Cosas que hacen que la vida valga la pena
- 2005 : Reinas
- 2008 : El juego del ahorcado
- 2014 : La ignorancia de la sangre